# فيشو
فيشو (بالإنجليزية: Vishu؛ المالايالامية: വിഷു) هو مهرجان ثقافي يحتفل بأحد موسمي الحصاد في ولاية كيرالا الهندية. يصادف فيشو اليوم الأول من شهر "ميدام" (Medam) وهو أول شهور التقويم الشمسي المستخدم في منطقة مالابار بكيرالا، ويوافق عادة 14 أو 15 أبريل في التقويم الميلادي. يمثل هذا المهرجان بداية السنة الشمسية الجديدة، حيث تنتقل الشمس إلى برج الحمل وفقًا للأبراج الفلكية.ويُعد فيشو رأس السنة التقليدي للمالاياليين، بينما يُمثل اليوم الأول من شهر "شنغام" (الذي يصادف عادة 16 أو 17 أغسطس) بداية السنة في تقويم "كولام"، وهو تقويم تم تطويره لاحقًا في مدينة كولام عام 825 ميلادية.
يتميز مهرجان فيشو بجمع شمل العائلة، وتحضير عناصر ملونة ومباركة تُعرض لتكون أول ما يراه الشخص في صباح يوم فيشو، ويُطلق على هذا التقليد اسم فيشوكاني (Vishukkani). يحرص المالاياليون بشكل خاص على رؤية أزهار كاني كونَّا الذهبية (زهور اللابورنوم الهندية)، والنقود أو القطع الفضية، والأقمشة (باتّو)، والمرآة، والأرز، وجوز الهند، والخيار، والفواكه، ومنتجات الحصاد الأخرى، كأول منظر في صباح المهرجان. قبل عدة أيام من حلول فيشو، يبدأ الناس بإشعال الألعاب النارية في منازلهم، وتبلغ ذروتها بعروض نارية كثيفة في يوم فيشو نفسه. يرتدي الناس ملابس جديدة تُعرف بـ كودي (Kodi)، ويتناولون وجبة احتفالية تُدعى ساديا (Sadhya). كما يشمل تقليد كاينيتم (Kaineettam) قيام الكبار بإعطاء الأطفال مبلغًا صغيرًا من المال كمصروف رمزي بمناسبة العيد.

## الأصل اللغوي والنشأة

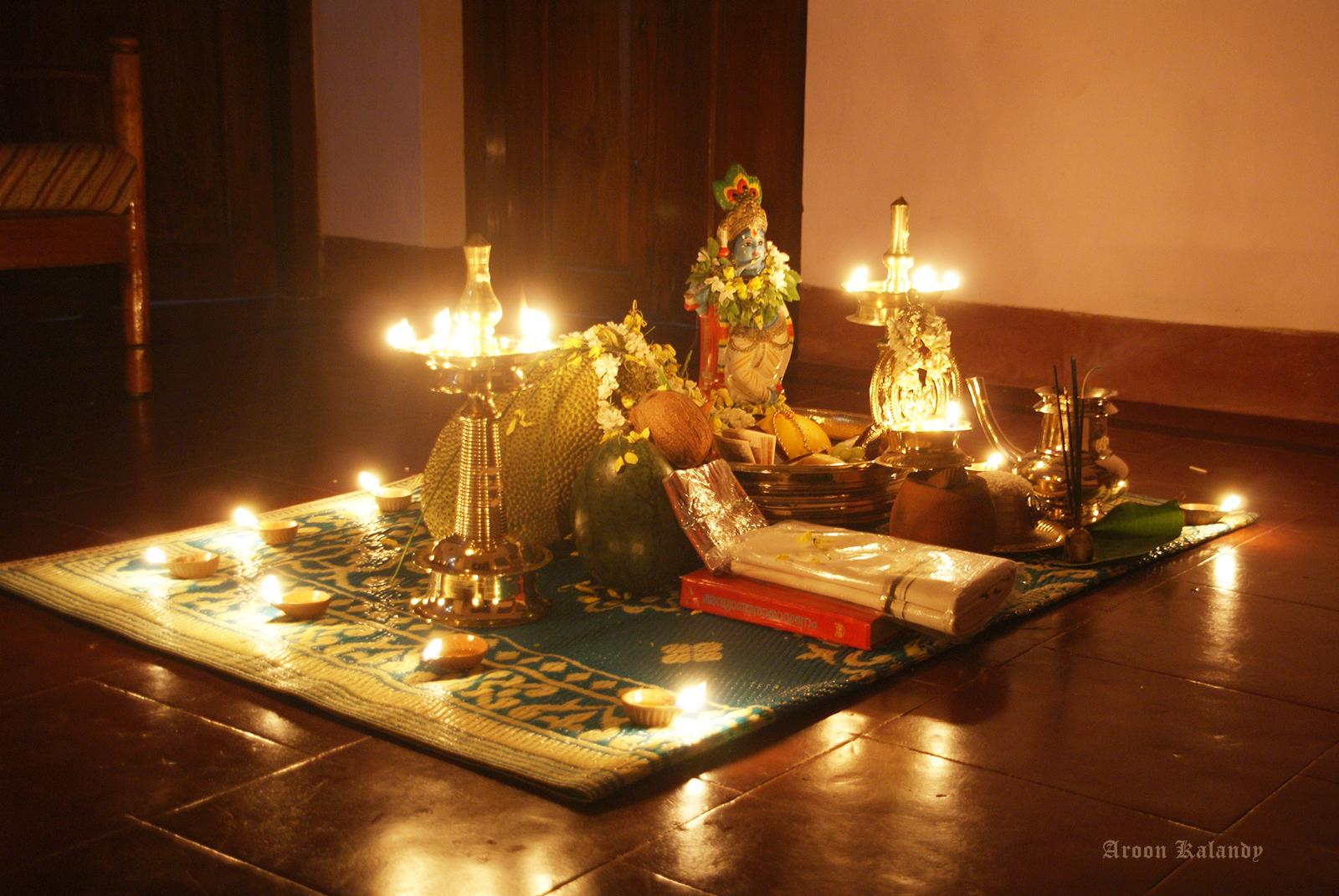
تجهيز فيشو كاني التقليدي من مدينة كاليكوت في ولاية كيرالا، الهند

كلمة فيشو (Vishu) مشتقة من السنسكريتية Viṣuvam، والتي تعني حرفيًا "المساواة"، وقد ارتبطت في السابق بالاحتفال بالاعتدال الربيعي. ومع ذلك، فإن الاعتدال الربيعي يحدث حاليًا قبل يوم فيشو بـ 24 يومًا، أي في 21 مارس / 7 مينام، وذلك نتيجة ظاهرة تراجع الاعتدالات (Precession of Equinoxes).

## الأهمية الدينية
يمثل فيشو اليوم الأول من السنة الفلكية، ويُعد احتفالًا بالبدايات الجديدة والازدهار. وتُعد رؤية فيشو كاني (Vishukani)، وهي مجموعة مرتبة بعناية من العناصر المباركة مثل الفواكه، والزهور، والنقود، والذهب، من الطقوس الأساسية لهذا اليوم.

ويُعتقد أن رؤية هذه العناصر المباركة في أولى لحظات السنة الجديدة تجلب الحظ الجيد، وهو تقليد متجذر في ثقافة كيرالا. ويقوم معظم الناس بوضع تمثال للإله كريشنا ضمن "الكاني"، باعتباره رمزًا للتفاؤل والمباركة عند رؤيته أولًا. وقبل جيلين تقريبًا، كان الناس يحرصون على مشاهدة "الكاني" كل صباح، معتقدين أن ذلك يضمن لهم يومًا جيدًا ومليئًا بالبركة.